# Aeroportul Crystal
Aeroportul Crystal (IATA: MIC, ICAO: KMIC, FAA LID: MIC) este un aeroport din Crystal⁠(d), Comitatul Hennepin, Minnesota, Minnesota, Statele Unite ale Americii ce deservește zona Minneapolis. Aeroportul a fost tranzitat în 2019 de 10 pasageri. A fost numit după Crystal⁠(d).
Situat la o altitudine de 265 m, aeroportul dispune de 4 piste.

## Infrastructură

### Piste
Aeroportul dispune de 4 piste: 
- pista 06L/24R din asfalt, cu dimensiunile 2.500 picioare × 75 picioare
- pista 06R/24L din Iarbă, cu dimensiunile 2.123 picioare × 150 picioare
- pista 14L/32R din asfalt, cu dimensiunile 3.268 picioare × 75 picioare
- pista 14R/32L din asfalt, cu dimensiunile 3.267 picioare × 75 picioare